# Nätternas gräs
Nätternas gräs (originaltitel: L'Herbe des nuits) är en roman av Patrick Modiano som utkom år 2012. Romanen är en typisk flanörroman där huvudpersonen Jean vandrar runt i Paris i sökandet efter Dannie, en kvinna han älskade flera decennier tidigare men som försvann från honom tvärt. Boken utspelar sig under både 1960-talet då Jean är ung och i modern tid då han flanerar omkring på Paris gator och återupplever sina minnen med Dannie och deras bekanta med hjälp av en svart anteckningsbok han skrivit ned sina upplevelser i. Enstaka delar av berättelsen äger rum i ett "hus på landet", beläget i Eure-et-Loir, knappt två timmars bilresa från Paris.
Boken gavs ut på svenska av Elisabeth Grate Bokförlag år 2013.

## Persongalleri
- Jean, huvudperson och berättare, som undersöker sina minnen med hjälp av en svart anteckningsbok
- Dannie, en ung kvinna som bär olika namn: Dominique Roger, Mireille Sampierry, Michèle Aghamouri, Jeannine de Chillaud
- Lakhdar, innehavare av Hotel Unic i Montparnasse, mötesplats för ett antal ljusskygga typer
- Ghali Aghamouri, bor på Hotel Unic, bodde tidigare på marockanska studenthemmet vid Cité Universitaire
- Paul Chastagnier, en man i fyrtioårsåldern: svart hår, mörkblå överrock, röd bil
- Gérard Marciano, kortväxt, mörkhårig och ljushylt, med ett 2 cm ärr vid vänster ögonbryn
- Duwelz, bär fina kostymer och använder Pino Silvestre Eau de Toilette
- "Georges", sägs vara farlig, har kontakter med den marockanska ambassaden
- Langlais, utredare vid Parispolisen som förhör Jean på stationen vid Quai de Gesvres
- Jacques Audiberti, författare till dikten Dannie, som Jean och Dannie en dag möter på Boulevard Saint-Germain

Andra namn som återkommer i texten är historiska personer som poeten Tristan Corbière, författaren Restif de la Bretonne och aktrisen Jeanne Duval, som var Charles Baudelaires älskarinna, men inte heller de lämnar några bestämda avtryck. Lika otydliga som romanens alla personer är, lika tydliga är platsangivelserna. Vid sidan av berättaren är det snarast staden i sig som är romanens medelpunkt eller huvudperson.

## Bildgalleri

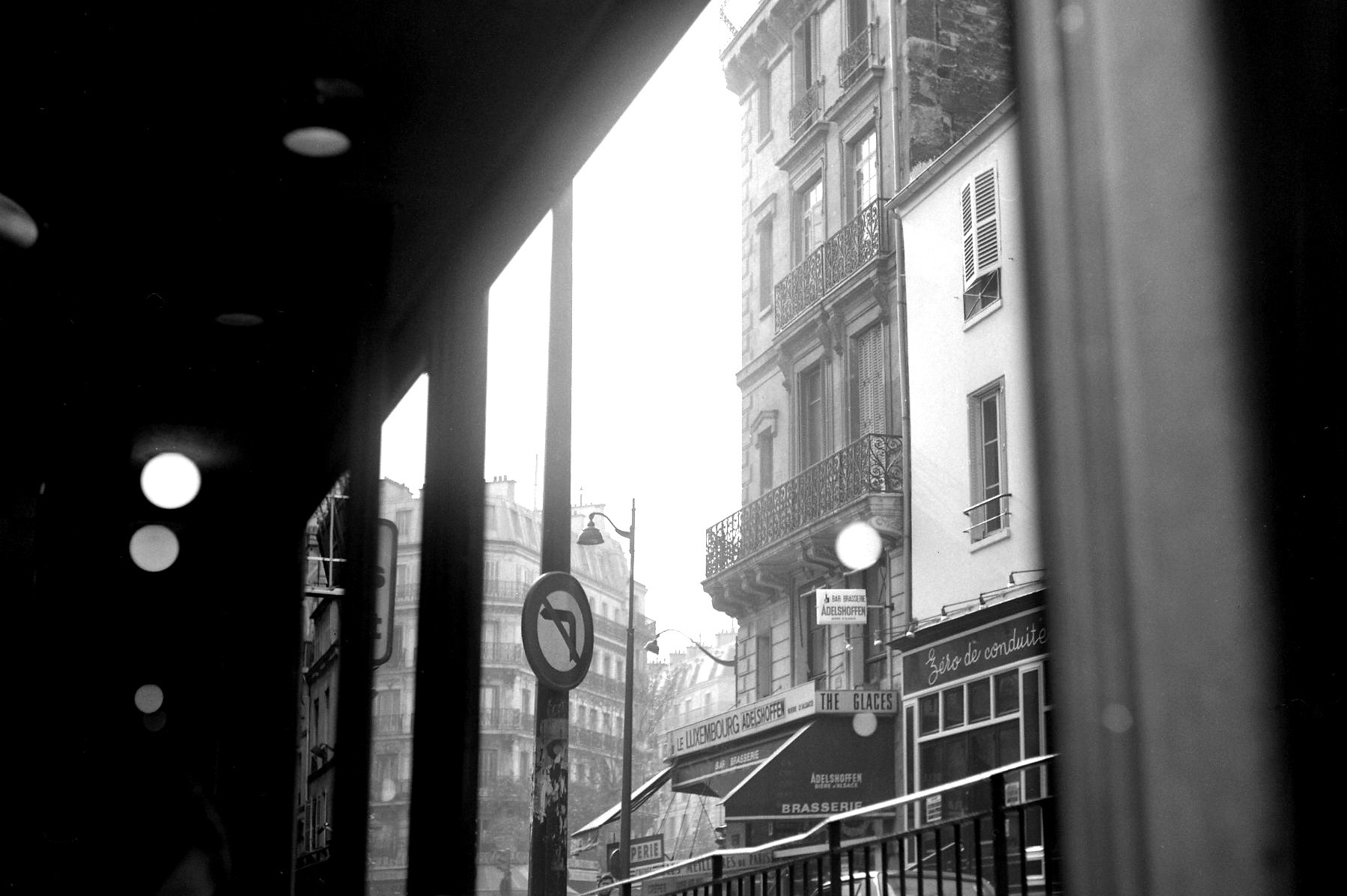
Café Le Luxembourg, romanens "66:an"
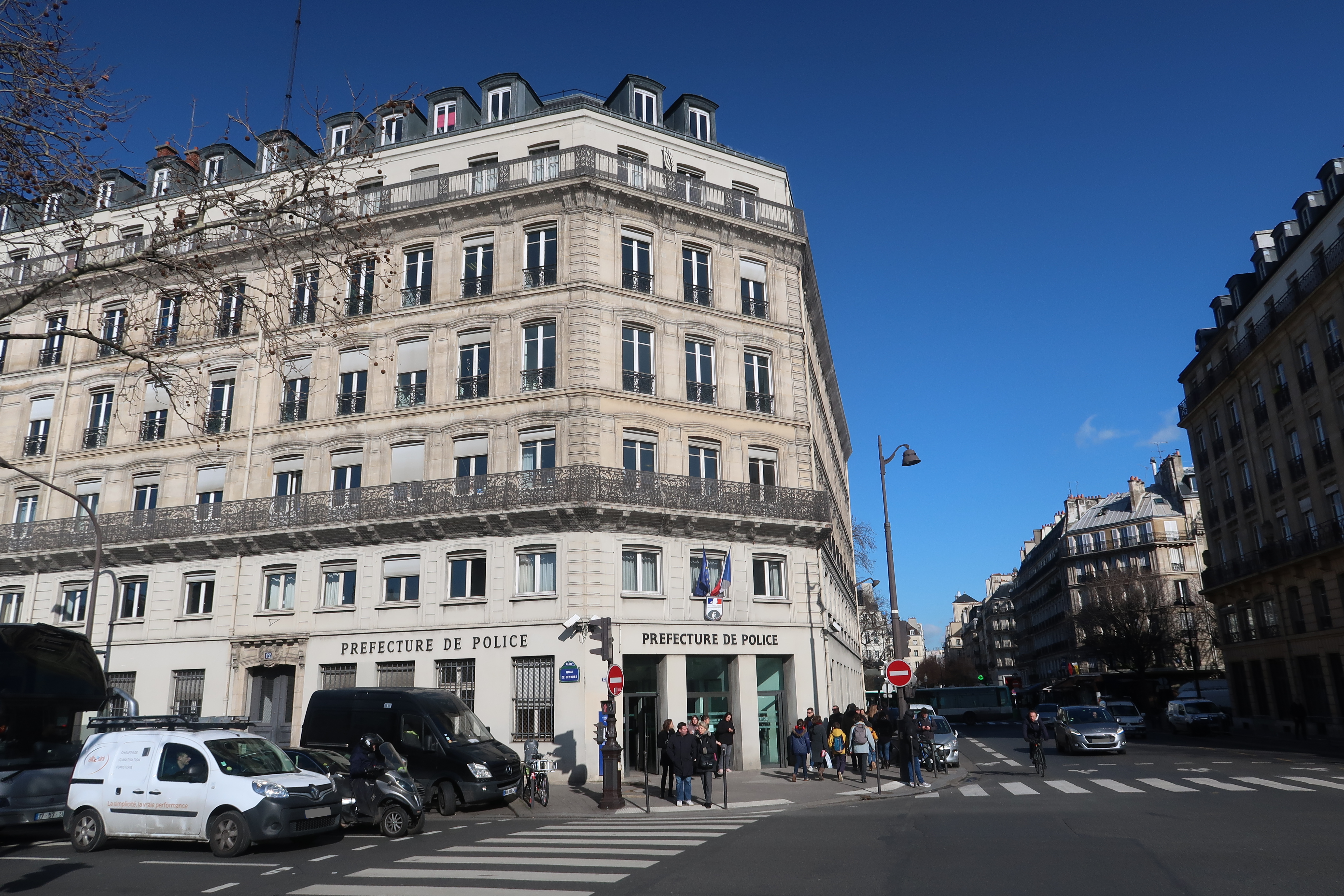
Polisstationen vid Quai de Gesvres, Langlais' arbetsplats
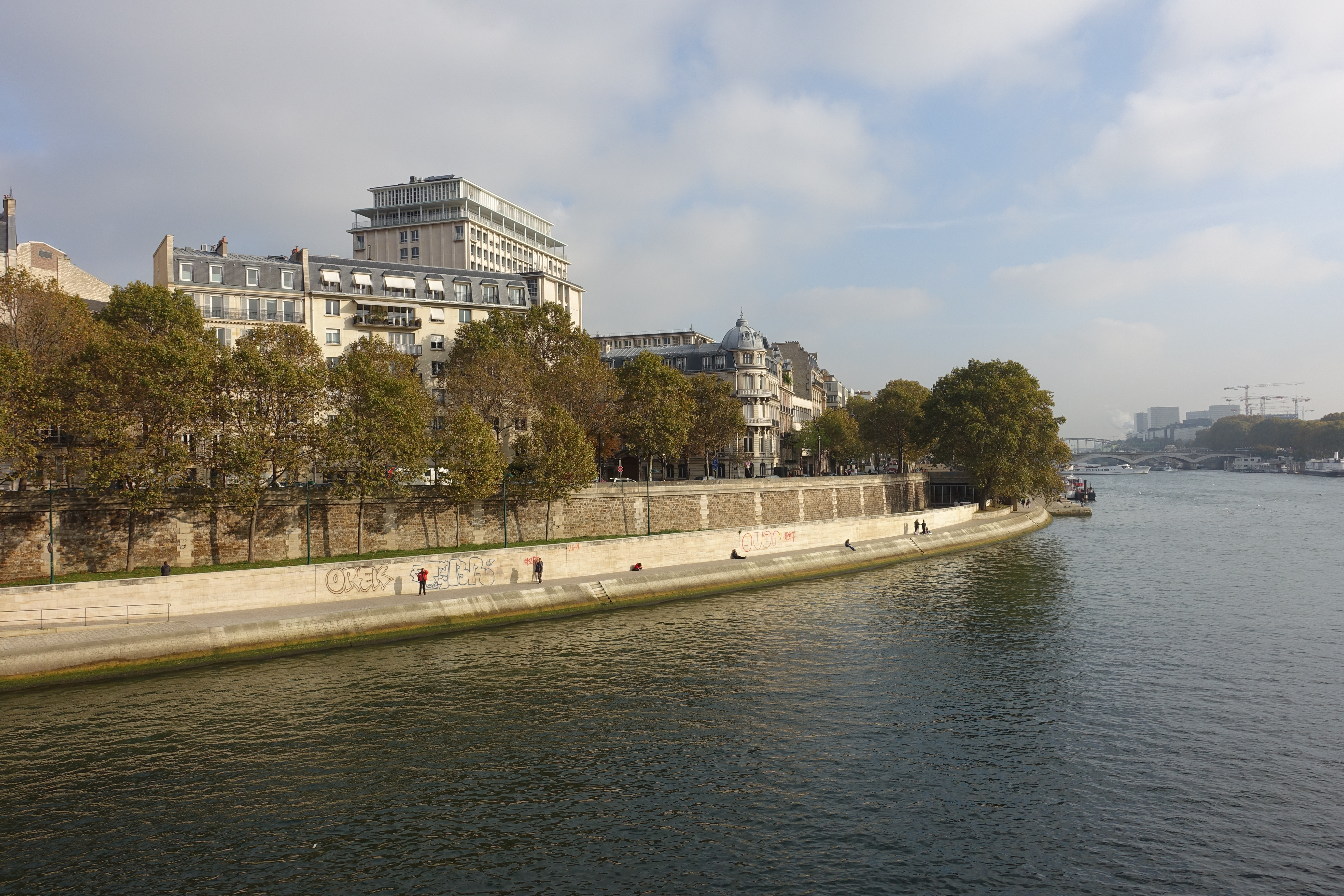
46 Quai Henri IV, platsen för "vådaskotten"
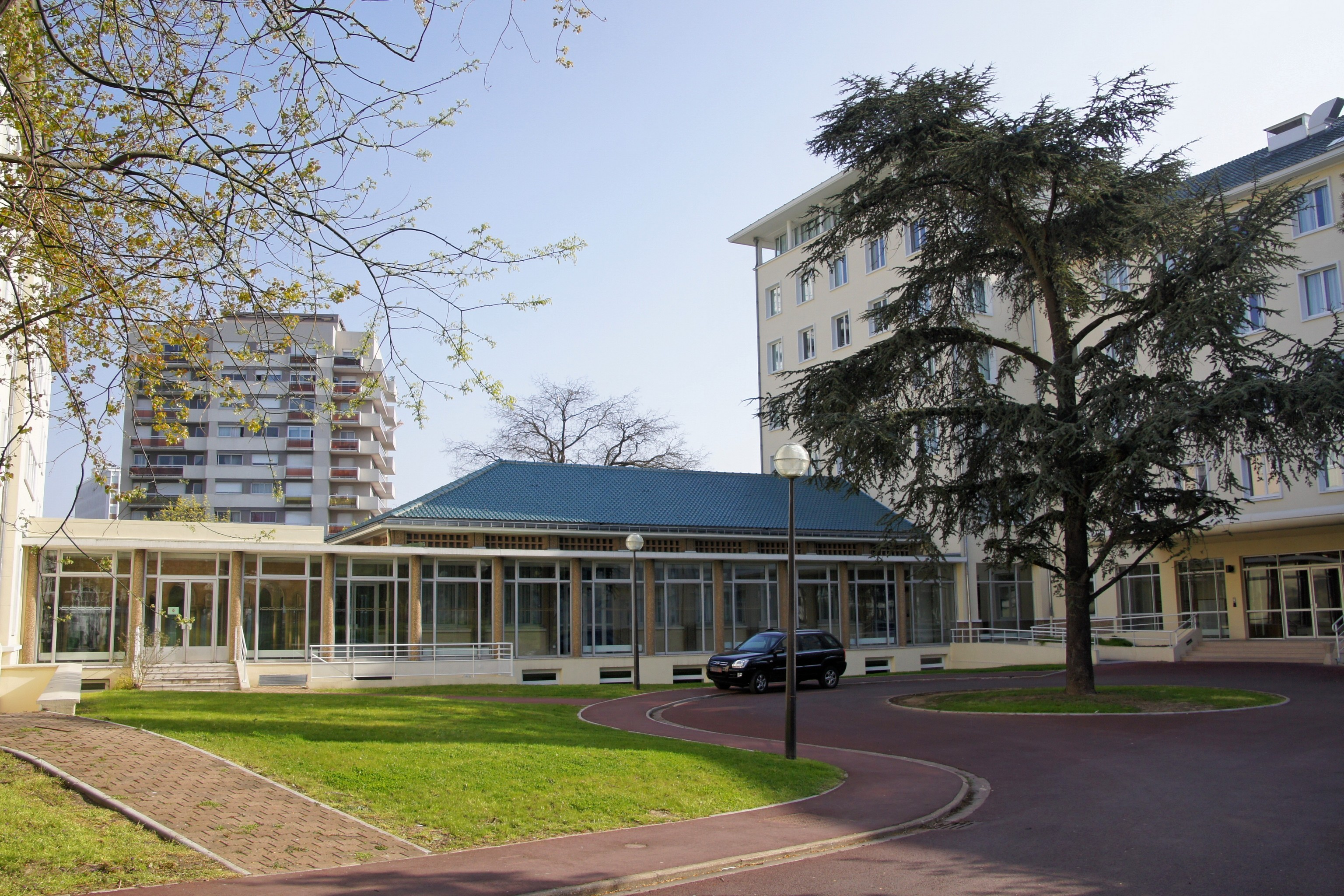
Marockanska studenthemmet vid Cité Universitaire